# Динской район
Динско́й райо́н — административно-территориальная единица в центральной части Краснодарского края России. В рамках организации местного самоуправления в границах района образован Динско́й муниципа́льный райо́н.
Административный центр — станица Динская.

## Физико-географическая характеристика
Расположен в центральной части Краснодарского края. Район граничит с городом Краснодар, Усть-Лабинским, Кореновским, Тимашёвским, Калининским, Красноармейским районами края и по реке Кубань c Республикой Адыгеей. Площадь района — 136 196 гектаров.

## История
31 декабря 1934 года в результате разукрупнения Краснодарского и Кореновского районов был образован Пластуновский район с центром в станице Пластуновская в составе Азово-Черноморского края. Первоначально район состоял из 4 сельских советов: Динского, Кочетинского, Красносельского и Пластуновского.
21 февраля 1935 года центр Пластуновского района был перенесен в станицу Динская.
20 декабря 1935 года в состав района вошли 2 сельсовета упраздненного Краснодарского района: Васюринский и Старокорсунский.
С 13 сентября 1937 года район находится в составе Краснодарского края.
22 августа 1953 года к Пластуновскому району был присоединён Пашковский с/с упразднённого Пашковского района.
26 мая 1961 года Пластуновский район был переименован в Динской.
1 февраля 1963 года образован Динской сельский район.
11 февраля 1963 года в состав Динского района вошла территория упразднённого Новотитаровского района.
1 января 1976 года в состав Красноармейского района из состава Динского района был передан Марьянский сельсовет со станицей Марьянская.                                                                                                                                      В 1978 году из состава Динского района в подчинение Краснодарскому горсовету был передан Елизаветинский сельсовет со станицей Елизаветинская.
В 1993 году была прекращена деятельность сельских Советов, территории сельских администраций преобразованы в сельские округа.
В 2005 году в районе в границах сельских округов были образованы 10 сельских поселений.

## Население
| 1939     | 1959     | 1970     | 1979     | 1989     | 2002     | 2006     | 2010     | 2011     |
| -------- | -------- | -------- | -------- | -------- | -------- | -------- | -------- | -------- |
| 44 761   | ↗45 685  | ↗122 813 | ↘108 913 | ↘105 485 | ↗119 833 | ↗122 575 | ↗126 871 | ↗126 945 |
| 2012     | 2013     | 2014     | 2015     | 2016     | 2017     | 2018     | 2019     | 2020     |
| ↗128 723 | ↗130 998 | ↗133 404 | ↗136 252 | ↗138 606 | ↗141 442 | ↗143 448 | ↗145 536 | ↗146 243 |
| 2021     | 2023     | 2024     | 2025     |          |          |          |          |          |
| ↗149 370 | ↘147 411 | ↘147 113 | ↗147 906 |          |          |          |          |          |

Население района на 01.01.2006 года составило 122 575 человек, все — сельские жители. Среди всего населения мужчины составляют — 46,5 %, женщины — 53,5 %. Женского населения фертильного возраста — 32351 человека (49,3 % от общей численности женщин). Дети от 0 до 17 лет — 24922 (20,3 % всего населения), взрослых — 97653 человека (79,7 %). В общей численности населения 74162 (60,5 %) — лица трудоспособного возраста, 22,4 % — пенсионеры.
Национальный состав
По итогам переписи населения 2020 года проживали следующие национальности (национальности менее 0,1 % и другое см. в сноске к строке «Другие»):
| Национальность | Численность, чел. | Доля     |
| -------------- | ----------------- | -------- |
| Русские        | 139 234           | 93,21 %  |
| Армяне         | 4313              | 2,89 %   |
| Узбеки         | 781               | 0,52 %   |
| Украинцы       | 510               | 0,34 %   |
| Лезгины        | 352               | 0,24 %   |
| Татары         | 286               | 0,19 %   |
| Корейцы        | 213               | 0,14 %   |
| Азербайджанцы  | 192               | 0,13 %   |
| Агулы          | 166               | 0,11 %   |
| Грузины        | 163               | 0,11 %   |
| Другие         | 3160              | 2,12 %   |
| Итого          | 149 370           | 100,00 % |

## Административно-муниципальное устройство
В рамках административно-территориального устройства края, Динской район включает 10 сельских округов.
В рамках организации местного самоуправления в Динской район входят 10 муниципальных образований нижнего уровня со статусом сельских поселений:
| №  | Муниципальное образование            | Административный центр    | Количество населённых пунктов | Население (чел.) | Площадь (км²) |
| -- | ------------------------------------ | ------------------------- | ----------------------------- | ---------------- | ------------- |
| 1  | Васюринское сельское поселение       | станица Васюринская       | 4                             | ↘14 825          | 152,40        |
| 2  | Динское сельское поселение           | станица Динская           | 2                             | ↘37 341          | 182,14        |
| 3  | Красносельское сельское поселение    | село Красносельское       | 1                             | ↘4645            | 52,32         |
| 4  | Мичуринское сельское поселение       | посёлок Агроном           | 5                             | ↘6929            | 49,49         |
| 5  | Нововеличковское сельское поселение  | станица Нововеличковская  | 4                             | ↘13 218          | 293,23        |
| 6  | Новотитаровское сельское поселение   | станица Новотитаровская   | 4                             | ↘33 682          | 233,98        |
| 7  | Первореченское сельское поселение    | село Первореченское       | 1                             | ↘3475            | 49,03         |
| 8  | Пластуновское сельское поселение     | станица Пластуновская     | 1                             | ↘10 906          | 143,82        |
| 9  | Старомышастовское сельское поселение | станица Старомышастовская | 4                             | ↘11 228          | 182,02        |
| 10 | Южно-Кубанское сельское поселение    | посёлок Южный             | 1                             | ↗11 162          | 13,53         |

## Населённые пункты
В Динском районе 27 населённых пунктов:
| №  | Населённый пункт                                   | Тип                   | Население | Муниципальное образование            |
| -- | -------------------------------------------------- | --------------------- | --------- | ------------------------------------ |
| 1  | Агроном                                            | посёлок               | ↗4348     | Мичуринское сельское поселение       |
| 2  | Васюринская                                        | посёлок ж.д. ст.      | ↗124      | Васюринское сельское поселение       |
| 3  | Васюринская                                        | станица               | ↗14 829   | Васюринское сельское поселение       |
| 4  | Вишняки                                            | посёлок               | ↘641      | Мичуринское сельское поселение       |
| 5  | Воронцовская                                       | станица               | ↘1162     | Нововеличковское сельское поселение  |
| 6  | Восточный                                          | хутор                 | ↘36       | Старомышастовское сельское поселение |
| 7  | Горлачивка                                         | хутор                 | ↘45       | Старомышастовское сельское поселение |
| 8  | Дальний                                            | посёлок               | ↘174      | Нововеличковское сельское поселение  |
| 9  | Динская                                            | станица               | ↗36 576   | Динское сельское поселение           |
| 10 | Зарождение                                         | посёлок               | ↘857      | Мичуринское сельское поселение       |
| 11 | Карла Маркса                                       | хутор                 | ↗1714     | Новотитаровское сельское поселение   |
| 12 | Кочетинский                                        | посёлок               | ↘616      | Мичуринское сельское поселение       |
| 13 | Красносельское                                     | село                  | ↘4645     | Красносельское сельское поселение    |
| 14 | Найдорф                                            | посёлок               | ↘994      | Нововеличковское сельское поселение  |
| 15 | Нововеличковская                                   | станица               | ↗10 654   | Нововеличковское сельское поселение  |
| 16 | Новотитаровская                                    | станица               | ↗31 520   | Новотитаровское сельское поселение   |
| 17 | Новый                                              | хутор                 | ↗52       | Старомышастовское сельское поселение |
| 18 | Осечки                                             | хутор                 | ↗274      | Новотитаровское сельское поселение   |
| 19 | Первореченское                                     | село                  | ↘3475     | Первореченское сельское поселение    |
| 20 | Пластуновская                                      | станица               | ↘10 906   | Пластуновское сельское поселение     |
| 21 | Примаки                                            | село                  | ↗224      | Новотитаровское сельское поселение   |
| 22 | Редутский                                          | посёлок ж.д. разъезда | ↗22       | Васюринское сельское поселение       |
| 23 | Северо-Кавказской Зональной Опытной Станции ВНИИЛР | посёлок               | ↗84       | Васюринское сельское поселение       |
| 24 | Старомышастовская                                  | станица               | ↗11 250   | Старомышастовское сельское поселение |
| 25 | Украинский                                         | посёлок               | ↘1332     | Динское сельское поселение           |
| 26 | Южный                                              | посёлок               | ↗11 162   | Южно-Кубанское сельское поселение    |
| 27 | Янтарный                                           | посёлок               | ↗505      | Мичуринское сельское поселение       |

## Экономика
В станице Динской работает целый ряд предприятий сельского хозяйства, а также по переработке сельскохозяйственной продукции: сахарный, консервный заводы, кондитерская фабрика «Южная Звезда», мясокомбинат «Динской» (торговая марка «ЕстЪ»).

## Транспорт
Территорию Динского района пересекают три железнодорожные магистрали общегосударственного значения. В станицах Динской и Новотитаровской работают два крупных железнодорожных узла.

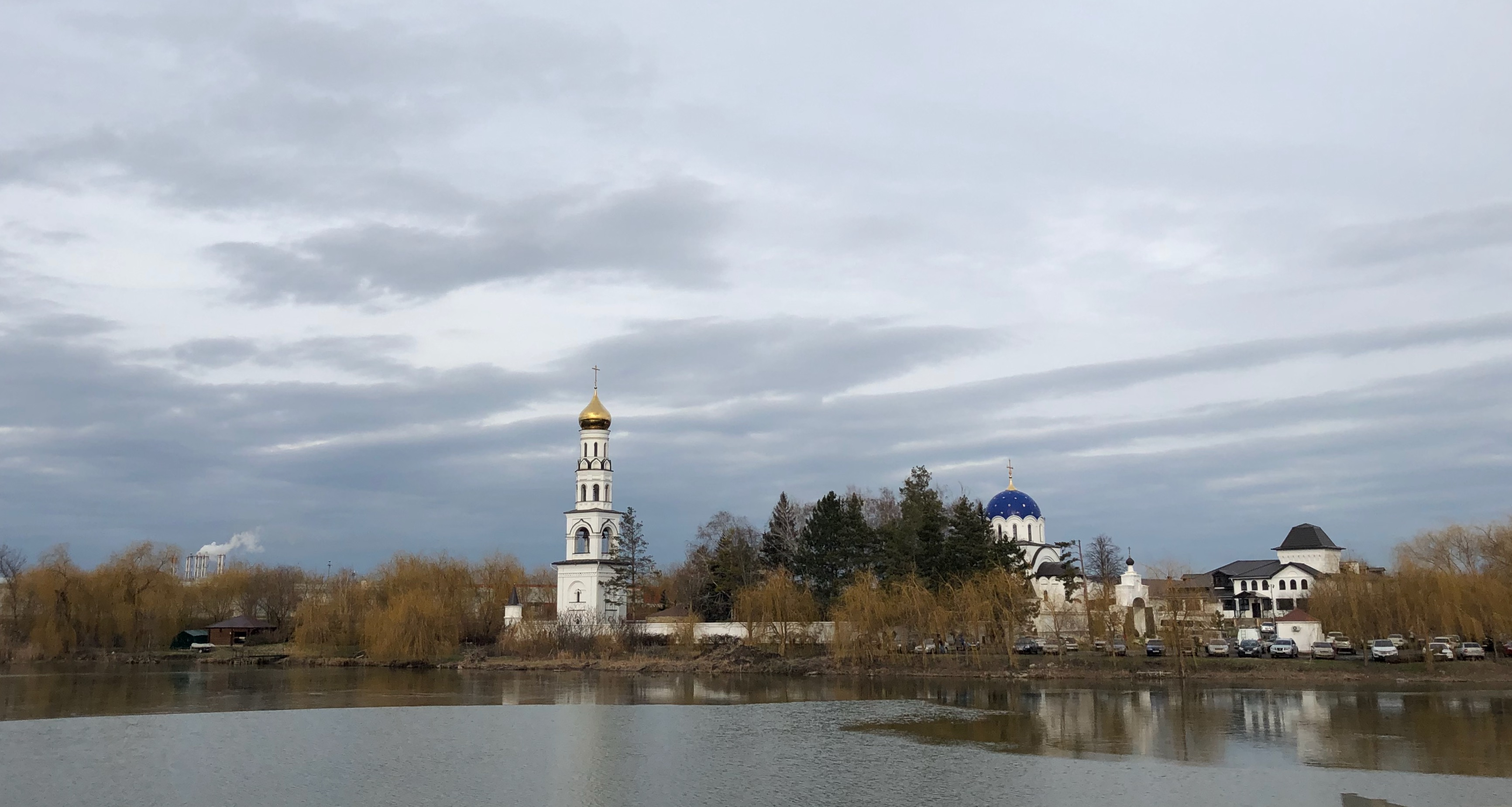
Река Ставок с М4

Район имеет также широко развитое автодорожное сообщение. По его территории проходит автомобильная дорога федерального значения «Дон» и две дороги субъекта федерации: «Краснодар—Ейск» и «Темрюк—Краснодар—Кропоткин». Через земли района проведены нефте- и газопроводы Каспийского трубопроводного консорциума «Голубой поток».

## Люди, связанные с районом
- Компаниец, Алексей Петрович (1916, станица Пластуновская — 1987) — участник Великой Отечественной войны, Герой Советского Союза
- Кондратенко, Николай Игнатович (1940, станица Пластуновская — 2013) — первый губернатор Краснодарского края

## Достопримечательности
- Свято-Вознесенский храм станицы Пластуновской (1899 год).
- Памятник-танк «Т-34-85» воинам-освободителям Кубани во время Великой Отеческой войны (открыт 9 мая 1965 года).
- Памятник Герою Советского Союза, гвардии полковнику В. И. Гражданкину. Установлен в станице Новотитаровской.